# سهره زرد زیتونی
سهره زرد زیتونی (نام علمی: Spinus olivaceus) گونه‌ای سهره از خانواده سهرگان راستین است که در بولیوی، اکوادور و پرو یافت می‌شود، جایی که زیستگاه طبیعی آن جنگل‌های کوهستانی نمناک نیمه‌گرمسیری یا گرمسیری و جنگل‌های پیشین به شدت دگرگون‌شده‌است.